# Monestir Matris Domini
El monestir Matris Domini (en llatí, literalment, la 'mare de Déu') és un monestir femení que acull el museu del mateix nom, situat a la ciutat de Bèrgam (Itàlia). El museu mostra nombrosos frescos medievals, de temes religiosos.

## Història

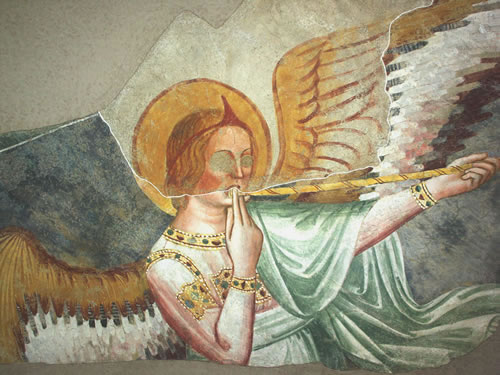
Àngel amb trompeta

El monestir va ser fundat durant la segona meitat del segle xiii per l'orde dominic per acollir-hi una comunitat de monges. La data exacta de la fundació és desconeguda, i l'església fou consagrada el 25 de març de 1273 pel bisbe Guiscardo Suardi.
Des de l'inici el monestir i la seva comunitat varen créixer. Va ser reconstruït l'any 1359 i ampliat en els segles xvi i xvii, però fou suprimit durant l'ocupació napoleònica d'Itàlia. En el segle xx fou convertit en una presó, durant l'ocupació nazi d'Itàlia.
El monestir fou retornat a les monges i recuperà la seva funció original.

## Museu

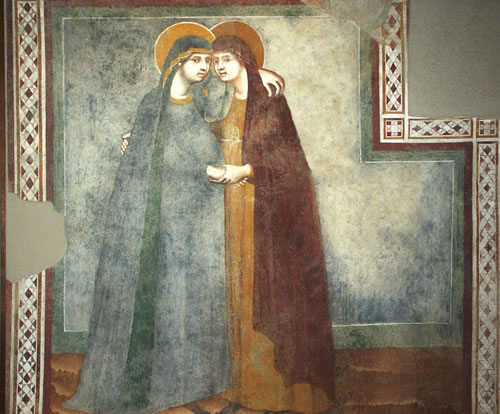
La Visitació

El museu mostra pintures al fresc del mateix monestir, que decoren diverses estances de l'estructura original i que s'han salvat de la degradació després de ser separades i transferides a nous substrats.
Realitzats en els segles xiii i xiv, els frescos són dels més antics presents a la Llombardia. Les escenes inclouen la Visitació, el Just, beats, dos àngels amb trompeta, sant Pere al tron, i l'Infern. Altres frescos mostren Jesús amb els doctors, el baptisme de Jesús, la Mare de Déu amb l'infant al tron, el miracle de la roda per santa Caterina d'Alexandria, sant Martí de Tours amb el pobre, Jesús entrant a Jerusalem i el miracle de la reanimació de Napoleone Orsini per sant Domènec.
El museu també mostra cinc cercles de vidre policromats del segle xiv que decoraven l'absis de l'antiga església.

## L'església
Al costat del museu, i dintre del conjunt del monestir, hi ha l'església, consagrada el 1273. Seguint la tradició dels monestirs femenins, té una capella interna i una part externa. L'externa va ser modificada en el segle xvii en estil barroc.